# 許昌戰鬥
許昌戰鬥發生於1930年6月10日－6月12日，地點則是在中國豫中一帶，是國民革命軍內部所發生的內戰戰鬥之一。許昌戰鬥的交戰雙方，一方為四八師，另一方為張維璽部隊。